# FC Zulu
FC Zulu er et fodboldhold som er skabt til et tv-program af samme navn af tv-kanalen TV 2 Zulu. Holdet består af folk, der som udgangspunkt ikke kan spille fodbold. Holdet blev i den første sæson trænet af Mark Strudal.
Programvært og med-programudvikler var Annette Fich Mortensen.
Simon Emil Ammitzbøll fra Liberal Alliance og Counter-Strike spilleren Jacob “Pimp” Winneche har bl.a. deltaget i programmet.
Programmet er opfundet af Zulus kanaldirektører Palle Strøm og Keld Reinicke på basis af en idé fra tv-skaberne Kasper Birch, Troels Dyhr og Ulrik E. Nielsen.